# Касьян, Иван Иванович
Иван Иванович Касьян (11 февраля 1920 года, Алексеевка, УССР — 1990 год) — советский ученый-медик, доктор медицинских наук (1976), полковник медицинской службы.
Экспериментальные данные, полученные Иваном Касьяном, позволили обосновать безопасность первого полета человека в космос. В 1959 году принял непосредственное участие в отборе первых советских космонавтов.

## Биография

### Ранние годы
Иван Иванович Касьян родился 11 февраля 1920 года в селе Алексеевка Маловищенского района Кировского округа УССР. В 1930 году семью выслали в Архангельск. После окончания средней школы Иван Касьян поступил в Архангельский медицинский институт. Окончив его в 1944 году, был призван в армию. В годы Великой Отечественной работал старшим врачом Аэродромного полка противоздушной обороны. Награжден медалями «За взятие Будапешта» и «За победу над Германией в Великой Отечественной войне 1941—1945 гг.».

### Научная деятельность
С 1946 по 1955 год занимался научной работой, будучи начальником кабинета авиационной медицины, а затем физиологом укрупненной лаборатории авиационной медицины.
С 1956 года входил в научное подразделение, возглавляемое В. И. Яздовским, проводившим медико-биологические исследования с помощью геофизических ракет, запускаемых на большую высоту.
В 1959 году принял непосредственное участие в отборе первых космонавтов. По воспоминаниям И. И. Касьяна, Сергей Павлович Королёв поставил задачу найти среди военных летчиков в соответствии несколько молодых людей, а из них отобрать двух человек: первого космонавта и его дублера. Они должны были быть не выше 170 сантиметров и весить как можно меньше, а главное — иметь желание совершить полет в космос. Тем не менее, кандидатов все равно было очень много, поэтому они прошли, по словам И. И. Касьяна, самую жесткую медицинскую комиссию, которая существовала в Советском Союзе, и по ее результатам было отобрано 20 человек (в том числе и Юрий Алексеевич Гагарин). За успешное выполнение специального задания Правительства по созданию образцов ракетной техники, космического корабля-спутника «Восток» и осуществление первого в мире полета этого корабля с человеком на борту награжден орденом Красной звезды.
Иван Касьян вспоминал:

Техническая подготовка будущих космонавтов была весьма основательной. Как вспоминает Г. С. Титов в книге «Голубая моя планета», перед своим полетом Ю. А. Гагарину пришлось провести около 1000 испытаний различных систем и агрегатов космического корабля «Восток». Экзамен по космической технике Ю. А. Гагарин пошел сдавать также первым и получил свои пять баллов. Г. С. Титов здесь тоже не отставал от своего товарища, и надо сказать, что впоследствии и Ю. А. Гагарин, и Г. С. Титов, сдавая дополнительные экзамены отдельно Главному конструктору (помимо сдачи основных экзаменов Государственной комиссии), получили самую высокую оценку за свои ответы.
В своей докторской диссертации И. И. Касьян обобщил обширный экспериментальный материал, собранный во время полетов космонавтов на космических кораблях Восток, Восход, Союз, а также в условиях кратковременной невесомости на самолете Ту-104АК.
На самолете ТУ-104А совершил 420 полетов в условиях кратковременной невесомости, в том числе 22 с Юрием Гагариным.
И. И. Касьян является автором 160 печатных работ, из них 7 монографий в соавторстве. Его научно-популярные книги «Первые шаги в космос», «Три, Два, Один» и другие являются важными источниками по истории космонавтики.

## Награды
- Орден Ленина (17 июня 1961 года)
- Медаль "За взятие Будапешта"
- Медаль "За победу над Германией в Великой Отечественной войне 1941—1945 гг."